# Horumersiel
Horumersiel, Teil des Ortsteils Horumersiel-Schillig, ist ein Nordsee-Heilbad in der Gemeinde Wangerland im niedersächsischen Landkreis Friesland in Deutschland.

## Ortslage
Der Ort liegt etwa zwei Kilometer südlich der äußersten Nordost-Spitze der ostfriesischen Halbinsel, an der Innenjade, rund 20 Kilometer nördlich von Wilhelmshaven, zwei Kilometer südlich von Schillig und vier Kilometer östlich von Minsen. Vorgelagert sind die Inseln Mellum und Minsener Oog.

## Geschichte

### Name
Der Ortsname Horumersiel, früher auch Horumer Syhl genannt, setzt sich aus den Worten Horum und Siel zusammen. Horum steht im Sinnzusammenhang mit Horn, womit die Lage an der Landecke gemeint ist, an der der Ort liegt. Mit Siel ist hier der Deichdurchlass eines Flusses in das Meer gemeint.

### Entwicklung
Der Ort entstand etwa um 1542. Damals siedelten sich Menschen an diesem Ort an, als das Kastensiel von der Stumpenser Mühle zum Horumer-Siel verlegt wurde. Daraus entstand ein Sielort mit einem Küstenhafen. Mit den von Schiffen angelandeten Waren wurde das Hinterland versorgt. Trotz des Hafens gab es in Horumersiel keine Fischereiflotte. Ursache war das zu geringe Absatzgebiet im Hinterland, außerdem verfügten die Nachbarhäfen Carolinensiel und Hooksiel über Fischereirechte. Die Blütezeit des Sielhafens hielt nur bis zur Mitte des 18. Jahrhunderts an. Danach ging der Schiffsverkehr zurück, da die Weservertiefung andere Häfen für größere Schiffe attraktiver machte. Konkurrenz beim Warenverkehr entstand auch durch den Straßen- und den Eisenbahnbau. 1889 entstand eine Eisenbahnlinie nach Carolinensiel, 1914 eine nach Schillig, die an Horumersiel vorbeiführte. Um 1900 fanden auf dem Meer vor Horumersiel und Schillig Flottenparaden der kaiserlichen Marine statt. Im Ersten und Zweiten Weltkrieg war der Ort Marinestützpunkt zur Verteidigung der Schifffahrtsrinne zum südlich gelegenen Kriegshafen Wilhelmshaven. In Horumersiel bestand zum Schutz des Kriegshafens in Wilhelmshaven eine Festungsanlage, die sogenannte Sielbatterie.

### Sturmfluten

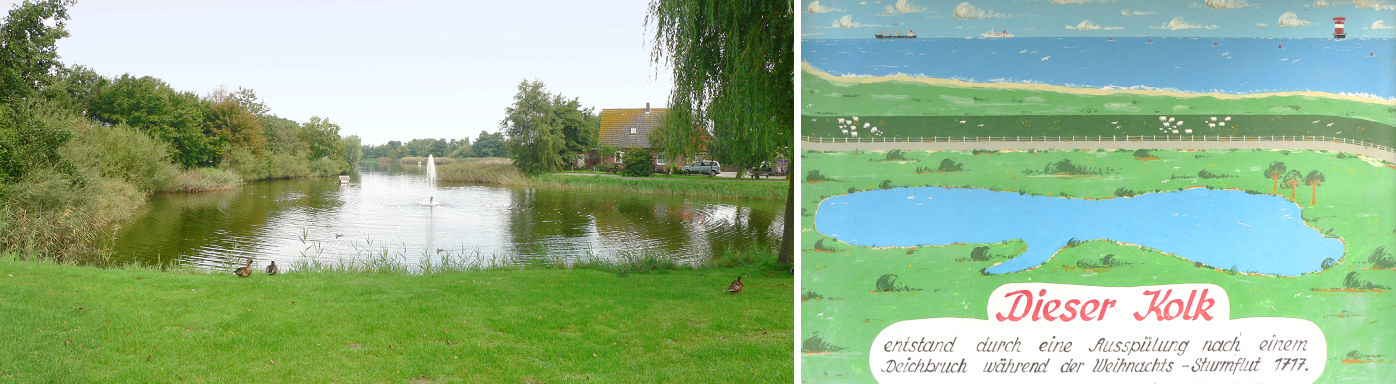
Kolk im Ort und rechts Erläuterungstafel neben dem Kolk

Durch seine Lage nahe der nordöstlichen Ecke der ostfriesischen Halbinsel war Horumersiel bei Sturmfluten stark gefährdet. Seit dem 15. Jahrhundert gingen dadurch mehrere Deiche und Ländereien verloren, die später wieder zurückgewonnen wurden. Die Weihnachtsflut 1717 riss in den Seedeich zwischen Schillig und Horumersiel einen Kolk von 82 m Breite und 7 m Tiefe, der heute in die Kuranlagen einbezogen ist. Die Orkanflut 1962 vernichtete fast die gesamten Strandanlagen. Gegenwärtig wird im Rahmen des Bau- und Finanzierungsprogramms für Küstenschutz 2021 auch die Seedeichanlage zwischen Horumersiel und Schillig instand gesetzt.

## Fremdenverkehr und Kurbetrieb
Der Badebetrieb begann bereits 1856, nachdem eine Sturmflut den Urlaubsort auf Wangerooge zerstört hatte. Die Inselbewohner wurden teilweise in Horumersiel angesiedelt. Ihre Erholungsgäste brachten sie mit und begründeten so den Fremdenverkehr. Nach ihrer Rückkehr auf die Insel wurde in Horumersiel der Fremdenverkehr von Geschäftsleuten weiter betrieben. Nach der Gründung eines Seebadevereins führte der Ort ab 1900 die Zusatzbezeichnung Nordseebad. 1952 übernahm die Gemeinde Minsen die Fremdenverkehrsverwaltung und baute die Strand- und Badeanlagen mit Einrichtung des Campingplatzes weiter aus. Der Campingplatz, einer der größten in Deutschland, vergrößerte sich auf rund 3.000 Stellplätze durch Aufspülung des Geländes in den 1970er Jahren. Im Ort gibt es heute ein großes Angebot an Ferienwohnungen- und Häusern bzw. Appartements mit rund 6.000 Gästebetten. Seit 1985 ist Horumersiel als Nordseeheilbad staatlich anerkannt. Hier werden auch Mutter-Kind-Kuren angeboten. An Erholungseinrichtungen gibt es ein Kurmittelhaus, ein Haus des Gastes, ein Freizeitbad (Friesland-Therme) mit Solewasser aus einem 160 m tiefen Brunnen, einen Sportboothafen und ein Kinderspielhaus. Im Ort gab es im Jahre 2007 nur noch einen Fischer, der mit seinem Krabbenkutter im Hafen festmacht.
Zentral im Ort ist seit 1985 das 30 m lange Küstenwachboot 19 (KW 19) ausgestellt. Es wurde 1952 gebaut und diente anfänglich den US-Streitkräften zur Überwachung der Weser, ab 1957 der Bundesmarine. Seit 1985 ist es das Kameradschaftsheim der Marinekameradschaft Horumersiel.

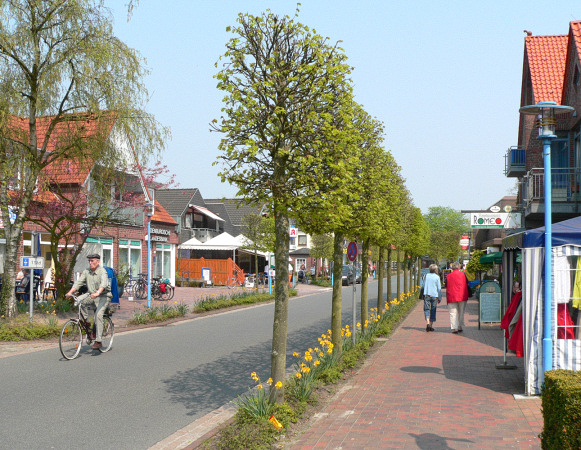
Hauptstraße im Ort
Skizze des Alten Hafens (noch im Ort), 1962
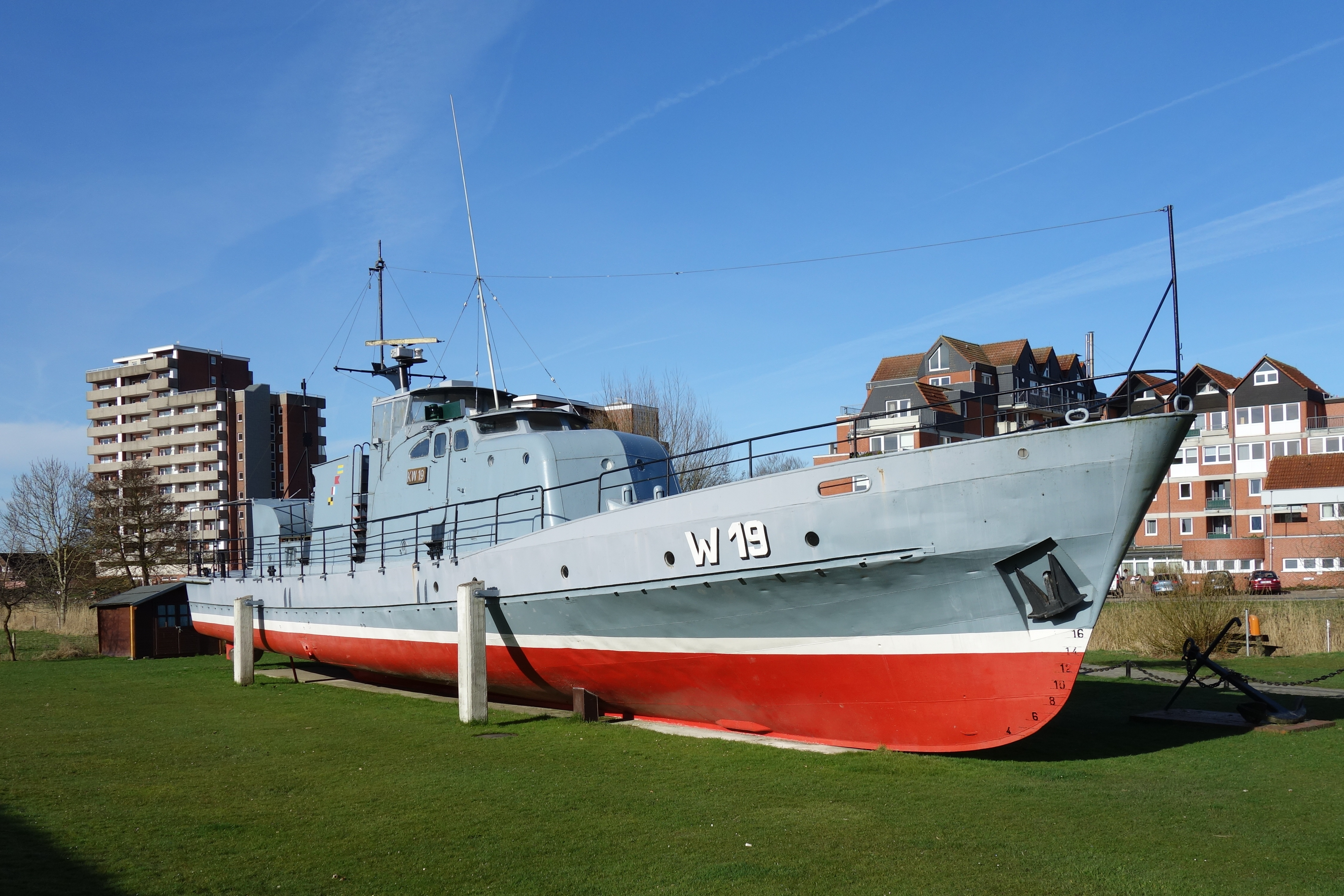
Ausgestelltes Küstenwachboot KW 19
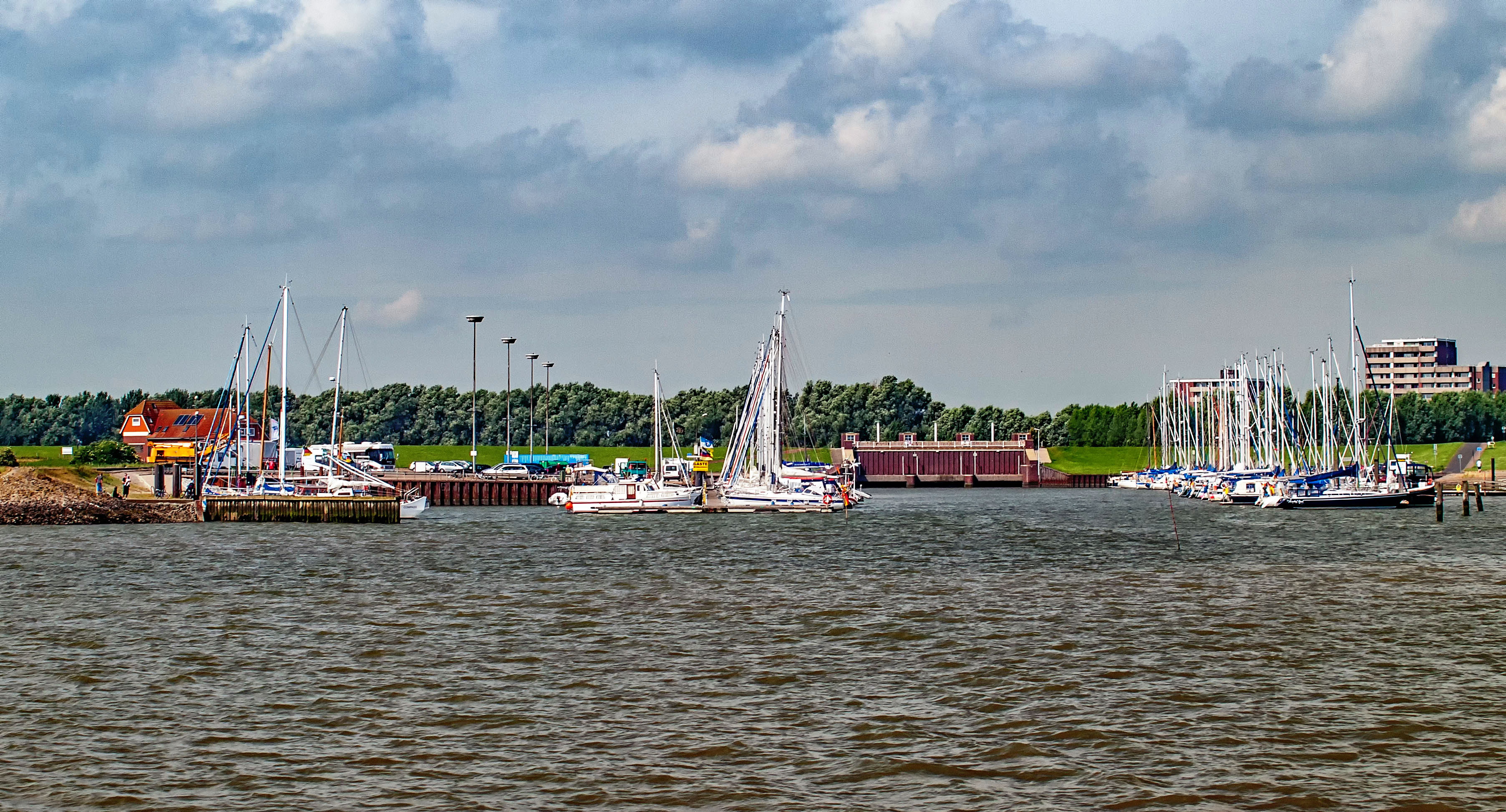
Hafen mit Sieltor des Wangertiefs
Zufluss des Hohenstiefs zum Wangertief am Schöpfwerk Wangerland

## Rettungsstation der DGzRS
Die heutige Station Horumersiel der Deutschen Gesellschaft zur Rettung Schiffbrüchiger liegt am Wangersiel im Wanger Außentief mit dem Yachthafen. Die ursprüngliche Station lag weiter nördlich im ehemaligen Sielhafen, der zwischen 1960 und 1965 zugeschüttet und umgestaltet wurde. Für die Seenotrettung hat die DGzRS für die freiwilligen Helfer ein Seenotrettungsboot stationiert.

## Verkehr
Zwischen 1935 und 1939 fuhren Sonderzüge im Urlaubsverkehr über die Marinebahn; diese Strecke wurde 1949 demontiert.
Horumersiel ist durch Buslinien der Weser-Ems Bus mit Wilhelmshaven sowie Jever verbunden. In den Sommer- und Herbstferien verkehrt zusätzlich eine Urlauberbuslinie, die über verschiedene Streckenabschnitte der beiden anderen Linien nach Jever verkehrt. Viele Fahrten, besonders am Wochenende, verkehren jedoch nur als Sammeltaxi. Horumersiel liegt im Tarifgebiet des Verkehrsverbundes Ems-Jade. Urlauber mit Gästekarte können die Linienbusverkehre kostengünstig nutzen.
Zum Ausbau der digitalen Infrastruktur installiert das Joint Venture - Unternehmen Glasfaser Nordwest seit Anfang 2021 in zwei Ausbauschritten 400 Glasfaseranschlüsse.

## Persönlichkeiten
- Theodor Pekol (1888–1958), Omnibus-Hersteller und Verkehrsunternehmer